# 清水镇 (资阳市)
清水镇，原为清水乡，是中华人民共和国四川省资阳市雁江区曾经下辖的一个镇。2019年12月，撤销清水镇，将其所属行政区域划归宝台镇管辖。

## 行政区划
清水镇撤销前下辖以下地区：
清水河社区、河埝村、江河坝村、茅店子村、月水坝村、指书庙村、卓家村、板板桥村、滴水村、蓼叶沟村、八仙村、鲤鱼村、黄花园村、水口村、春天沟村、清水村、铁锁村、王家村、黄古桥村、白马庙村、烂泥村、宋家堰村、转龙村、青狮沟村、凉水村、长坡村和瓦子坳村。